# وینیسیوس کونسیسائو دا سیلوا
وینیسیوس کونسیسائو دا سیلوا (به پرتغالی: Vinícius Conceição da Silva) مدافع اهل برزیل است که در شهر پورتو الگره و در تاریخ ۷ مارس ۱۹۷۷ به دنیا آمده‌است.
وینیسیوس کونسیسائو دا سیلوا در تیم‌های فوتبال اسپورتینگ لیسبون سابقهٔ حضور دارد.